# Zdenko Jánoš
Zdenko Jánoš (* 1952) je slovenský fotbalový trenér.

## Trenérská kariéra
V československé lize působil v letech 1990-1992 jako asistent trenéra v Interu Bratislava. Dále působil jako asistent trenéra i v FK Rapid Bratislava.